# Elaphoglossum solomonii
Elaphoglossum solomonii là một loài dương xỉ trong họ Dryopteridaceae. Loài này được A. Rojas mô tả khoa học đầu tiên năm 2002.